# Средненизовые чуваши
Средненизовые чуваши (чув. ана́т енчи́ чӑвашсе́м) — субэтнос чувашей. Этнографами выделяются 3 подгруппы: аниш-цивильская, нижнецивильская и козловская. В результате миграций представители средненизовых чувашей расселились также во многих регионах Поволжья и Урала.

## Происхождение и ареал

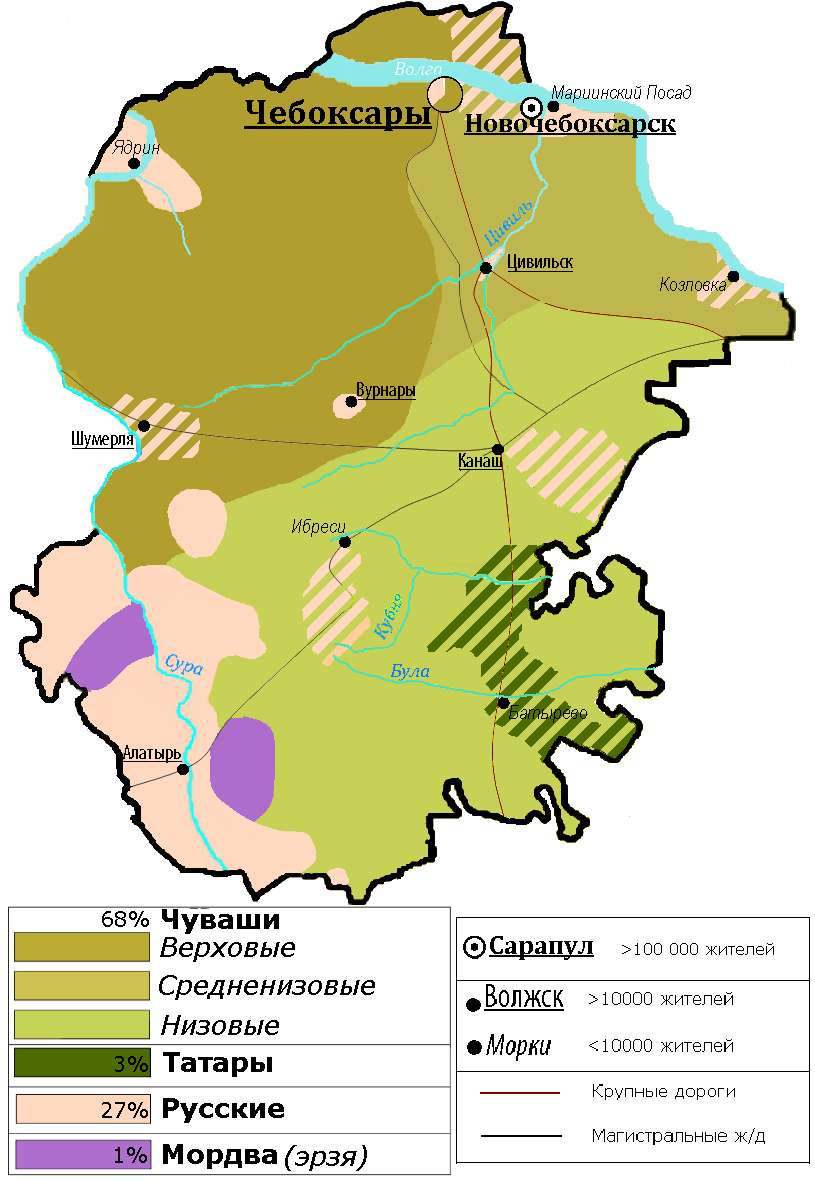
Этническая карта Чувашской Республики

Средненизовые чуваши расселены на севере и северо-востоке Чувашской Республики, встречаются также в Республике Татарстан и Республике Башкортостан, Ульяновской, Оренбургской областях, больше всего в Пензенской, Самарской и Саратовской областях. Предки средненизовых чувашей (анат енчи) — тюркские племена булгар, пришедшие в VII—VIII веках из северо-кавказских и приазовских степей.

## Диалект
Исследование говоров анат енчи остаётся проблемным: одни считают, что говоры средненизовых чувашей образуют самостоятельный диалект, по мнению других — переходную группу говоров между диалектами вирьял (верховым, «окающим») и анатри (низовым, «укающим»). Процесс стирания диалекта анат енчи идёт намного быстрее, чем диалект верховых чувашей.

## Культура
Считается, что традиционная одежда средненизовых чувашей сохранила наиболее древние традиции, в отличие от испытавших влияние других народов соседей (низовых — татарское, верховых — финно-угорское).
Фольклор, особенно народное искусство, свидетельствует, что у средненизовых чувашей сохранились древние формы культуры: народный костюм, датируемый XVIII веком, сложные нагрудные украшения. Археологические и исторические памятники (надгробия, украшения, кольца) подтверждают, что анат енчи даже в XVII—XVIII веках пользовались руническими письменами и на высоком уровне стоял такой редкий вид искусства, как ювелирная чеканка по цветному металлу. Народное искусство, музыкальное творчество, фольклор, хореография, являясь древним наследием народа, служат богатым арсеналом для развития современной культуры.

## Религия
Верующие — в основном православные, есть приверженцы чувашской традиционной веры.